# Ricki Lake (utwór muzyczny)
Ricki Lake – singiel izraelskiej piosenkarki Netty.

## Tło
Piosenka nawiązuje do amerykańskiej aktorki Ricki Lake, znanej z występowania jako Tracy Turnblad w filmie Hairspray z 1988 roku. 

## Odbiór

### Odbiór krytyczny
Krytyk muzyczny Yossi Khersonsky ocenił ten utwór na 3,5 gwiazdki na 5.

### Odbiór komercyjny
Utwór dostał się na pierwsze miejsce głównej izraelskiej listy przebojów Media Forest.

## Teledysk
Oficjalny teledysk do utworu został opublikowany 6 lutego 2020 roku. Jego koszt szacuje się na 0,5 miliona nowych izraelskich szekeli

## Listy utworów
| Digital download / media strumieniowe | Digital download / media strumieniowe | Digital download / media strumieniowe |
| Nr                                    | Tytuł utworu                          | Długość                               |
| ------------------------------------- | ------------------------------------- | ------------------------------------- |
| 1.                                    | „Ricki Lake”                          | 3:10                                  |

| Digital EP – remiksy. | Digital EP – remiksy.                | Digital EP – remiksy. |
| Nr                    | Tytuł utworu                         | Długość               |
| --------------------- | ------------------------------------ | --------------------- |
| 1.                    | „Ricki Lake” (Filatov & Karas Remix) | 2:24                  |
| 2.                    | „Ricki Lake” (Joe Maz Remix)         | 2:29                  |
| 3.                    | „Ricki Lake” (BQ Remix)              | 2:18                  |
|                       |                                      | 7:11                  |

## Personel
|  | - Avshalom Ariel – produkcja, inżynier dźwięku - Tha Aristocrats – produkcja, keyboard, perkusja - Brandi Nicole Flores – muzyka - Chaz Jackson – muzyka - Deshawn Quincy White – muzyka - Emily Vaughn – muzyka - Netta Barzilai – muzyka - Chris Gehringer – inżynier dźwięku - Netta – wokal - Trehy Harris – miksowanie - Chris Gehringer – mastering - Rami Ezra – keyboard - Nagrane w Tha Aristocrats, Melrose Sound | - Roy Raz – reżyseria - Limor Abekasis Nevo – produkcja - Shiri Golan – dyrektor artystyczny - Gravity Creative Space – postprodukcja - Ornit Levy Line – wydawca - Michal Wolf, Beny Badash, Omer Nahmias, Yarden Ringel – produkcja - Yossi Lagziel – animacje - Stav Porges – casting - Lior Peri – gaffer - Pauline Shoval – jedzenie w teledysku - Dorin edri, Nurit Gordon, David Asfa, Yanai Kahano, Omer Harel, Gili Romi Kadosh, Roy Efrat, Shay Litman, Nick Ogaei, Biar De La Sontain, Vardit Simani, Romi Pavondilo, Alisa Paigin, Mali Matsumoto – aktorzy - Itay Bezaleli – kostiumy - Avi Malka – stylizacja włosów - Eran Israeli, Lital Mijan – makijaż - Eyal Elisha – zdjęcia - Ben Ouaniche – efekty specjalne - Yael Heim – dźwięk |

## Notowania

### Tygodniowe
| Terytorium | Notowanie    | Pozycja | Źr.                   |
| ---------- | ------------ | ------- | --------------------- |
| Izrael     | Media Forest | 1       | [ potrzebny przypis ] |
| Izrael     | Noise Chart  | 3       | [ potrzebny przypis ] |

## Historia wydania
| Obszar     | Data            | Format                      | Wersja         | Wytwórnia                               | Przypis |
| ---------- | --------------- | --------------------------- | -------------- | --------------------------------------- | ------- |
| Cały świat | 3 kwietnia 2020 | digital download, streaming | Global Remixes | Tedy Productions, BMG Rights Management | [ 7 ]   |
| Cały świat | 3 kwietnia 2020 | MP3                         | Global Remixes | S-Curve Records                         | [ 8 ]   |
| Cały świat | 4 lutego 2020   | MP3, streaming              | oryginał       | S-Curve Records                         | [ 9 ]   |
| Cały świat | 4 lutego 2020   | digital download, streaming | oryginał       | Tedy Productions, BMG Rights Management | [ 10 ]  |